# Fridas visor (sångspel)
Sångspelet Fridas visor baseras på Fridas bok av Birger Sjöberg.
Redan 1936 hade Gösta Sjöberg, äldre bror till Birger Sjöberg, satt upp Fridas bok som talad pjäs på Dramaten. Inför Kungliga Operans säsong 1957-58 hade Gösta Sjöberg gjort en ny version av denna pjäs, denna gång som sångspel. För de musikaliska arrangemangen stod Folke Nilsson. Verket hade urpremiär på Blancheteatern den 7 mars 1958, och gavs totalt 30 gånger.
Handlingen utspelas på utvärdshuset i Lilla Paris.

## Rollista vid premiären
| Rollfigur                      | Sångare              |
| ------------------------------ | -------------------- |
| Frida                          | Busk Margit Jonsson  |
| Oscar Andersson                | Ingvar Wixell        |
| Edvin (Fridas fosterbror)      | Bo Lundborg          |
| Fridas far                     | Georg Svedenbrant    |
| Fridas mor                     | Anne-Marie Lagerborg |
| Rådmannen                      | Sven Nilsson         |
| Astrea                         | Birgit Nordin        |
| Brickman                       | Simon Edvardsen      |
| Brickmans son                  | Olle Sivall          |
| Gyllberg, tenor och bokhållare | Sven Erik Vikström   |
| Sergeant Floré                 | Teddy Rhodin         |
| Smeden Blomström               | Jan Sparring         |
| Snickare Malmlund              | Sven-Eric Jacobsson  |
| Pudding                        | Tommy Johnson        |
| Fröken Svea                    | Katarin Ericson      |
| Danslärarinnan Glissander      | Gudrun Henricson     |
| Järnhandlare Kohlman           | Arne Tyrén           |
| Boddrängen Lindgren            | Arne Wirén           |
| Berättaren                     | Anders Näslund       |

Sångspelet regisserades av Bengt Lagerkvist. Dekor och kostymer gjordes av Eric Söderberg. Fem stråkar och ett piano användes som ackompanjemang.